# Sertralin
Sertralin je antidepresivum z třídy selektivních inhibitorů zpětného vychytávání serotoninu (SSRI). V České republice se prodává mj. pod obchodními názvy Zoloft nebo Asentra.
Efektivnost sertralinu při léčbě deprese je podobná jako u ostatních antidepresiv, navíc je lépe tolerován než starší tricyklická antidepresiva a na některé podtypy deprese může fungovat lépe než fluoxetin.
Sertralin je účinný při léčbě panické poruchy, sociální úzkostné poruchy, generalizované úzkostné poruchy a v kombinaci s kongnitivně-behaviorální terapií také obsedantně-kompulzivní poruchy (OCD). Použití sertralinu je schváleno také pro léčbu posttraumatické stresové poruchy, ale jeho užití vede pouze k relativně nízkému zlepšení stavu. Sertralin může být využit také ke zmírnění příznaků premenstruační dysforické poruchy.
Sertralin má společné vedlejší účinky a kontraindikace s ostatními SSRI antidepresivy s častým výskytem žaludeční nevolnosti, průjmů, nespavosti a vedlejších účinků postihující sexuální život. Většinou nevede k výraznému přibírání na tělesné váze a efekt na kognitivní výkon je jen nízký. Podobně jako u jiných antidepresiv může být využití sertralinu spojeno s větší frekvencí sebevražedných myšlenek a sebevražedného chování u osob pod 25 let věku. Sertralin by neměl být kombinován s inhibitory monoaminooxidázy - tato kombinace může vést k rozvoji serotoninového syndromu. Užití v těhotenství je spojeno s výrazným zvýšením rizika kongenitální (vrozené) srdeční vady u novorozenců.
Sertralin byl vyvinut vědci z Pfizeru a schválení pro lékařské užití ve Spojených státech se dočkal v roce 1991. Je uveden na Modelovém seznamu základních léčivých přípravků Světové zdravotnické organizace (Essential Medicines List by World Health Organization). Je dostupný také ve formě generických lékových ekvivalentů (generika). V roce 2016 byl sertralin nejčastěji předepisovaným psychiatrickým lékem a v roce 2019 byl se 37 miliony recepty 12. nejpředepisovanějším medikamentem ve Spojených státech.

## Užití v lékařství
Sertralin byl schválen pro užití v léčbě depresivní poruchy, obsedantně-kompulzivní poruchy, posttraumatické stresové poruchy, premenstruační dysforické poruchy, panické poruchy a sociální fobie. Sertralin není schválen pro užití u dětí kromě léčby obsedantně-kompulzivní poruchy.

### Deprese
Několik kontrolovaných klinických pokusů zjistilo účinnost sertralinu při léčbě deprese. Sertralin je také efektivní antidepresivum v rutinní lékařské praxi. Přetrvávající léčba setralinem brání jak relapsu aktuální depresivní epizody tak také budoucím epizodám deprese (recidiva deprese).
Malé množství dat z pediatrické praxe ukazuje redukci depresivních symptomů u dětské populace, ale sertralin v této oblasti nadále zůstává lékem druhé volby po fluoxetinu. Sertralin může být účinnější při léčbě deprese v akutní fázi (první 4 týdny léčby) než fluoxetin.
Existují určité rozdíly v účinnosti a nežádoucích účincích mezi sertralinem a jinými antidepresivy při léčbě různých podtypů deprese. Sertralin je při léčbě těžké deprese stejně účinný jako klomipramin, ale je lépe snášen. Ukázalo se, že v léčbě deprese s melancholickými rysy účinkuje lépe než fluoxetin, paroxetin a mianserin a účinky na melancholickou depresi jsou srovnatelné s tricyklickými antidepresivy jako je amitriptylin a klomipramin. V léčbě deprese spojené s příznaky obsedantně-kompulzivní poruchy účinkuje sertralin výrazně lépe než desipramin a to jak v ohledu deprese, tak OCD. Ve srovnání s amitriptylinem nabízí sertralin výraznější celkové zlepšení kvality života pacientů trpících depresivní poruchou.

### Obsedantně-kompulzivní porucha
Sertralin je efektivní při léčbě OCD u dospělých i dětí, ve srovnání s ostatními přípravky je lépe tolerován a ukázal se být lepším než klomipramin, který se využívá k léčbě OCD standardně. Pro léčbu OCD se sertralin využívá ve vyšších dávkách než při léčbě depresivní poruchy a nástup účinků trvá déle ve srovnání s léčbou deprese. Základní dávkování je na začátku léčby polovina maximální doporučené dávky po dobu alespoň dvou měsíců, poté může být dávka zvýšena na doporučenou dávku.
Kognitivně-behaviorální terapie dosahovala lepších výsledků při léčbě OCD v porovnání se samotnou léčbou sertralinem jak u dětí tak dospělých, ale nejlepších výsledků bylo dosaženou kombinací obou způsobů léčby.

### Panická porucha
Sertralin snižuje frekvenci panických atak až o 80% (placebo dosahuje snížení o 45 %) s tím, že míra reakce na podaný lék byla nezávislá na podaném množství. Mimo jiné také vypomáhá snížit celkovou úzkost a také zlepšuje kvalitu života ve většině vymezujících faktorů. Sertralin je stejně účinný u mužů i žen a stejně účinný u pacientů s i bez agorafobie. Míra reakce byla nižší u pacientů s vážnou panickou poruchou. Zahájení léčby sertralinem společně s klonazepamem a následným postupným vysazováním klonazepamu může urychlit reakci na podání léku.

## Kontraindikace
Využití sertralinu je kontraindikováno u jedinců užívajících inhibitory monoaminooxidázy nebo antipsychotikum pimozid. U starších pacientů a osob s narušenou funkcí jater se musí k léčbě přistupovat opatrně kvůli pomalejšímu odbourávání sertralinu.

## Nežádoucí účinky
Mezi běžné nežádoucí účinky při užívání přípravku s obsahem sertralinu patří žaludeční nevolnost, neschopnost ejakulace, nespavost, průjmy, sucho v ústech, ospalost, závratě, třes, bolest hlavy, nadměrné pocení, celkové vyčerpání a snížené libido.
Léčba byla nejčastěji přerušena z důvodu výskytu nevolnosti, průjmu a nespavosti. U sertralinu je (především ve vyšších dávkách) pravděpodobnost výskytu průjmů vyšší než u ostatních antidepresiv typu SSRI.
Jako u ostatních SSRI antidepresiv je častý výskyt nežádoucích účinků v ohledu na sexuální život. Vyskytnout se může: erektilní dysfunkce, ztížené dosažení orgasmu, nízká sexuální vzrušivost. Někteří pacienti zažívají vedlejší účinky sexuálního rázu i po ukončení léčby SSRI antidepresivy.

## Předávkování
Akutní předávkování se typicky projevuje zvracením, letargií, ataxií, tachykardií a epileptickými záchvaty. U hospitalizovaných pacientů se pro diagnózu (nebo potvrzení smrti z předávkování u fatálních případů) otravy zjišťuje množství sertralinu a norsertralinu (hlavní aktivní metabolit sertralinu) v krvi. Stejně jako u většiny antidepresiv typu SSRI je toxicita sertralinu při předávkování považována za relativně nízkou.